# Goods
Goods är Edda Magnasons andra album och gavs ut 2011 på Adrian Recordings.
Hon producerade albumet tillsammans med Christoffer Lundquist och spelade in det på hans egen studio, Aerosol Grey Machine Studios. Magnason har skrivit musiken, spelar piano och keyboards och sjunger. Hon utformade både omslaget och illustrationerna till cd-häftet.

## Låtlista
All text och musik är skriven av Edda Magnason om inget annat anges.
1. "Camera" – 3:38
2. "Blondie" – 3:57
3. "Beatle" (Wolfgang Amadeus Mozart/Edda Magnason) – 3:43
4. "Magpie's nest" – 2:51
5. "Handsome" – 3:39
6. "Hur jag föreställer mig det är att segla (How I Imagine Sailing)" – 3:28
7. "Ancient Star My Innocent Heart" – 3:42
8. "Falling Asleep to a Kitchen Conversation" – 2:23
9. "Sound of Arrivals" – 3:13
10. "One Man Show" – 3:15
11. "Jormine" – 3:11

## Medverkande
- Edda Magnason – piano, keyboard
- Tomas Ebrelius – fiol, viola
- Fredrik Myhr – trummor
- Martin Eriksson – kontrabas
- Fredrik Stenberg – klarinett, basklarinett
- Christoffer Lundquist – gitarr, elbas, slagverk

## Mottagande
Skivan fick ett gott mottagande när den kom ut med ett snitt på 3,7/5 baserat på elva recensioner.